# Otto Kuhn von Kuhnenfeld
Otto svobodný pán Kuhn von Kuhnenfeld (20. dubna 1859 Vídeň – 12. ledna 1946 Vídeň) byl rakousko-uherský diplomat. Jako absolvent Orientální akademie působil od roku 1882 ve službách ministerstva zahraničí, zastával nižší diplomatické posty v řadě evropských zemí i v zámoří. Později byl rakousko-uherským vyslancem v Černé Hoře (1903–1909) a v Portugalsku (1909–1916). V závěru první světové války se jako vyjednavač zúčastnil mírových jednání s Itálií, po roce 1918 žil v soukromí.

## Životopis

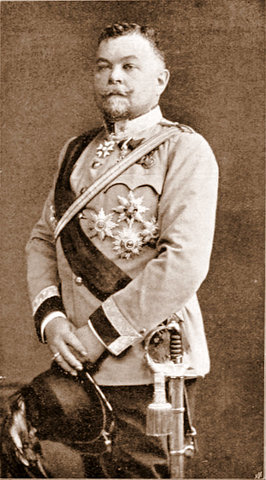
Otto Kuhn von Kuhnenfeld

Pocházel z rodiny s vojenskou tradicí, byl starším synem c. k. polního zbrojmistra a rakousko-uherského ministra války Franz Kuhna z Kuhnenfeldu (1817–1896). Maturoval na gymnáziu a jako jednoroční dobrovolník krátce sloužil v c. k. armádě. V letech 1877–1881 studoval na Orientální akademii a vynikl znalostí řady jazyků, kromě němčiny ovládal francouzštinu, angličtinu, italštinu, arabštinu, perštinu, díky manželce si později osvojil i maďarštinu. Do diplomatických služeb vstoupil v roce 1882 jako konzulární elév v Alexandrii, později zastával nižší posty atašé v Istanbulu, Athénách, Káhiře nebo Bělehradě. V roce 1895 krátce vedl generální konzulát v Káhiře, poté znovu působil v Athénách a Bělehradě. V roce 1899 byl jako vyslanecký rada přeložen do Mnichova a od roku 1900 byl velvyslaneckým radou v Římě, respektive legačním radou I. kategorie.
V roce 1903 byl krátce rakousko-uherským vyslancem v Argentině se sídlem v Buenos Aires, souběžně vedl diplomatické zastoupení pro Uruguay a Paraguay. Ještě v roce 1903 se vrátil do Evropy a v letech 1903–1909 zastával funkci vyslance v Černé Hoře se sídlem v Cetinji. V letech 1909–1916 byl rakousko-uherským vyslancem v Portugalsku. Dne 15. března 1916 byl vyhlášen válečný stav mezi Rakousko-Uherskem a Portugalskem a následující den Kuhn ukončil svou diplomatickou misi v Lisabonu. Jako zplnomocněnec ministerstva zahraničí působil do konce první světové války u vojenské okupační správy v Bělehradě, formálně mu nadále příslušel titul vyslance a zplnomocněného ministra. Na přelomu srpna a září 1918 vedl rakousko-uherskou diplomatickou delegaci na mírových jednáních s Itálií v Bernu. Po zániku monarchie byl v listopadu 1918 penzionován. Od té doby žil v soukromí ve Vídni, bydlel na adrese Schubertring 8.

## Tituly a ocenění
Od narození užíval titul svobodného pána udělený jeho otci v roce 1852. Jako vyslanec v Lisabonu obdržel v roce 1912 titul c. k. tajného rady s nárokem na oslovení Excelence. Mimo aktivní službu v armádě postupoval v hodnostech u c. k. zeměbrany, kde nakonec v roce 1910 dosáhl titulární hodnosti podplukovníka. Během diplomatické kariéry získal řadu vyznamenání v Rakousku-Uhersku i v zahraničí.

### Rakousko-Uhersko
- rytířský kříž Leopoldova řádu (1898)
- Jubilejní pamětní medaile (1898)
- komturský kříž Řádu Františka Josefa s hvězdou (1902)
- velkokříž Řádu Františka Josefa (1908)
- Vojenský jubilejní kříž (1908)

### Zahraničí
- Řád pruské koruny I. třídy (Německo)
- velkokříž Řádu italské koruny (Itálie)
- Řád knížete Danila I. I. třídy (Černohorské knížectví)
- Řád Takova II. třídy (Srbsko)
- rytířský kříž Řádu svatého Řehoře Velikého (Papežský stát)
- rytířský kříž Řádu svatého Silvestra (Papežský stát)
- rytířský kříž Řádu Spasitele (Řecko)
- Řád Medžidie II. třídy (Osmanská říše)
- Řád Osmanie IV. třídy (Osmanská říše)
- Řád sv. Michaela (Bavorsko)

## Rodina
V roce 1891 se v Istanbulu oženil s uherskou šlechtičnou hraběnkou Annou Rádayovou (1872–1955), neteří ministra uherské zeměbrany hraběte Gedeona Rádaye (1831–1883). Z manželství se narodili dva synové, starší Adalbert (Béla, 1892–1933) byl kapitánem poříční stráže v Budapešti, mladší Otto (1896–1918) padl jako praporčík v závěru první světové války v bitvě na Piavě.
Ottův mladší bratr Franz Moritz (1862–1934) sloužil v armádě a svou kariéru završil v hodnosti polního podmaršála jako velitel pěší divize v Praze.